# Нікольське (Ломоносовський район)
Нікольське (рос. Никольское) — присілок у Ломоносовському районі Ленінградської області Російської Федерації.
Населення становить 0 осіб. Належить до муніципального утворення Лопухинське сільське поселення.

## Географія
Населений пункт розташований на західній околиці міста Санкт-Петербурга.

## Історія
Населений пункт розташований на історичній землі Іжорія.
Згідно із законом від 24 грудня 2004 року № 117-оз належить до муніципального утворення Лопухинське сільське поселення.

## Населення
| 1862 | 2007 | 2010 |
| ---- | ---- | ---- |
| 77   | ↘0   | →0   |